# Пинту, Джесс
Джесс Фернанду Пинту (англ. Jesse Fernando Pinto; 1 мая 1990, Дарвин, Австралия) — восточнотиморский футболист австралийского происхождения, атакующий полузащитник.

## Клубная карьера
В футбол начал играть в клубе полупрофессиональной Премьер-лиги Нового Южного Уэльса «Блэктаун Сити Демонз». В 2009 году перешёл в клуб А-лиги «Ньюкасл Джетс». Дебютировал 9 января в матче с «Аделаида Юнайтед», выйдя на замену на 66-й минуте. В 2010 году отправился в аренду в клуб Премьер-лиги Нового Южного Уэльса «Уэст Сидней Берриз». За десять матчей забил один гол, что не помогло клубу избежать вылета в Суперлигу Нового Южного Уэльса. В 2011 году присоединился к восточнотиморскому клубу «Дили Юнайтед». Зимой 2013 года подписал контракт с клубом Национальной лиги Мьянмы «Яданабоун». Через полгода подписал контракт с индонезийским «Мутра Кукар». В 2014 году перешёл в клуб пятого дивизиона Австралии «Норт Саншайн Иглз». Через год присоединился клубу Премьер-лиги Северной территории «Хелленик Атлетик». В 2017 году покинул клуб, после чего дважды возвращался (в 2020 и в 2022).

## Карьера в сборной
Играл за юношескую сборную Австралии. Позднее выступал за молодёжную сборную Восточного Тимора. Дебютировал 25 октября 2011 года в матче со сборной Индонезии. За первую сборную дебютировал 7 октября 2012 года в матче отбора к Чемпионату АСЕАН со сборной Мьянмы. Первый гол забил на том же турнире 12 октября в матче со сборной Брунея.